# Williams Racing Driver Academy
La Williams Racing Driver Academy, anciennement connue sous le nom de Williams Young Driver Programme, est un programme de développement de pilotes de l'équipe de Formule 1 Williams F1 Team. Son objectif est de promouvoir et de former des pilotes dans différents championnats en les aidant financièrement, dans l'espoir de les titulariser en Formule 1. 
Les pilotes notables du programme sont Lance Stroll, Nicholas Latifi, Jack Aitken, Logan Sargeant et Franco Colapinto. Ceux-ci ont tous fait leurs débuts en Formule 1 avec Williams.

## Pilotes actuels
| Pilotes            | Début | Championnats                                                               | Titres acquis en tant que membre de l'académie |
| ------------------ | ----- | -------------------------------------------------------------------------- | ---------------------------------------------- |
| Luke Browning      | 2023  | Championnat de Formule 2 FIA                                               | Coupe du monde de Formule 3 FIA (2023)         |
| Oleksandr Bondarev | 2023  | Championnat du Moyen-Orient de Formule 4 Championnat d'Italie de Formule 4 |                                                |
| Lia Block          | 2023  | Championnat hivernal d'Espagne Eurocup-4 F1 Academy                        |                                                |
| Alessandro Giusti  | 2024  | Championnat de Formule 3 FIA                                               |                                                |
| Sara Matsui        | 2024  | Karting (OKJ)                                                              |                                                |
| Doyen Hoogendoorn  | 2024  | Karting (OKJ)                                                              |                                                |
| Lucas Palacio      | 2024  | Karting                                                                    |                                                |
| Will Green         | 2024  | Karting                                                                    |                                                |
| Victor Martins     | 2025  | Championnat de Formule 2 FIA                                               |                                                |

## Pilotes titularisés en Formule 1
Cette liste contient les pilotes qui ont évolué en Formule 1 avec Williams. Par conséquent, les pilotes qui ont bénéficié d'un soutien dans le passé et qui ont rejoint le championnat sans le soutien de l'équipe ne sont pas inclus.
| Pilote           | Expériences au sein de l'académie | Expériences au sein de l'académie                                            | Saisons en Formule 1 avec Williams | Saisons en Formule 1 avec d'autres écuries    |
| Pilote           | Années d'activité                 | Anciens championnats                                                         | Saisons en Formule 1 avec Williams | Saisons en Formule 1 avec d'autres écuries    |
| ---------------- | --------------------------------- | ---------------------------------------------------------------------------- | ---------------------------------- | --------------------------------------------- |
| Lance Stroll     | 2016                              | Championnat d'Europe de Formule 3 FIA (2016)                                 | 2017–2018                          | Racing Point (2019–2020) Aston Martin (2021–) |
| Nicolas Latifi   | 2019                              | Championnat de Formule 2 FIA (2019)                                          | 2020–2022                          | —                                             |
| Jack Aitken      | 2020–2021                         | Championnat de Formule 2 FIA (2020–2021) GT World Challenge Europe (2021)    | 2020                               | —                                             |
| Logan Sargeant   | 2021–2022                         | Championnat de Formule 2 FIA (2022)                                          | 2023–2024                          | —                                             |
| Franco Colapinto | 2023–2024                         | Championnat de Formule 3 FIA (2023) Championnat de Formule 2 FIA (2023-2024) | 2024                               | Alpine (2025-)                                |

## Anciens pilotes
| Pilote          | Années    | Championnats disputées                                                                      | Équipe(s) de Formule 1 |
| --------------- | --------- | ------------------------------------------------------------------------------------------- | ---------------------- |
| Olivier Rowland | 2018      | Blancpain GT Series Endurance Cup (2018) Formule E (2018-2019)                              | Aucune                 |
| Jamie Chadwick, | 2019-2023 | W Series (2019,2021-2022 ) Championnat d'Europe de Formule Régionale (2020) Indy NXT (2023) | Aucune                 |
| Dan Ticktum,    | 2020-2021 | Championnat de Formule 2 FIA (2020-2021)                                                    | Aucune                 |
| Roy Nissany     | 2020-2022 | Championnat de Formule 2 FIA (2020-2022) Championnat d'Asie de Formule 3 (2021)             | Aucune                 |
| Olivier Gray    | 2022-2023 | Championnat de Grande-Bretagne de Formule 4 (2022) Championnat de Formule 3 FIA (2023)      | Aucune                 |
| Zak O'Sullivan  | 2022-2024 | Championnat de Formule 3 FIA (2022-2023) Championnat de Formule 2 FIA (2024)                | Aucune                 |

- Les titres de championnat sont mis en évidence en gras.